# Fritz Kirsch

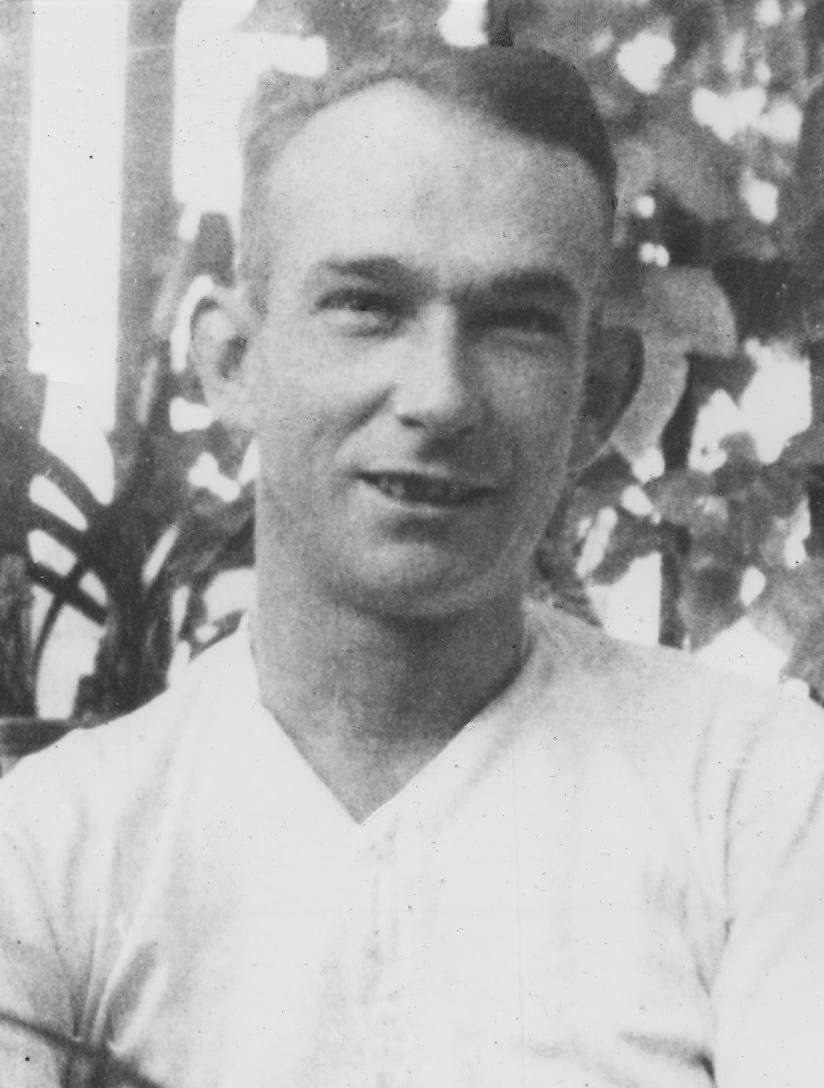
Fritz Kirsch

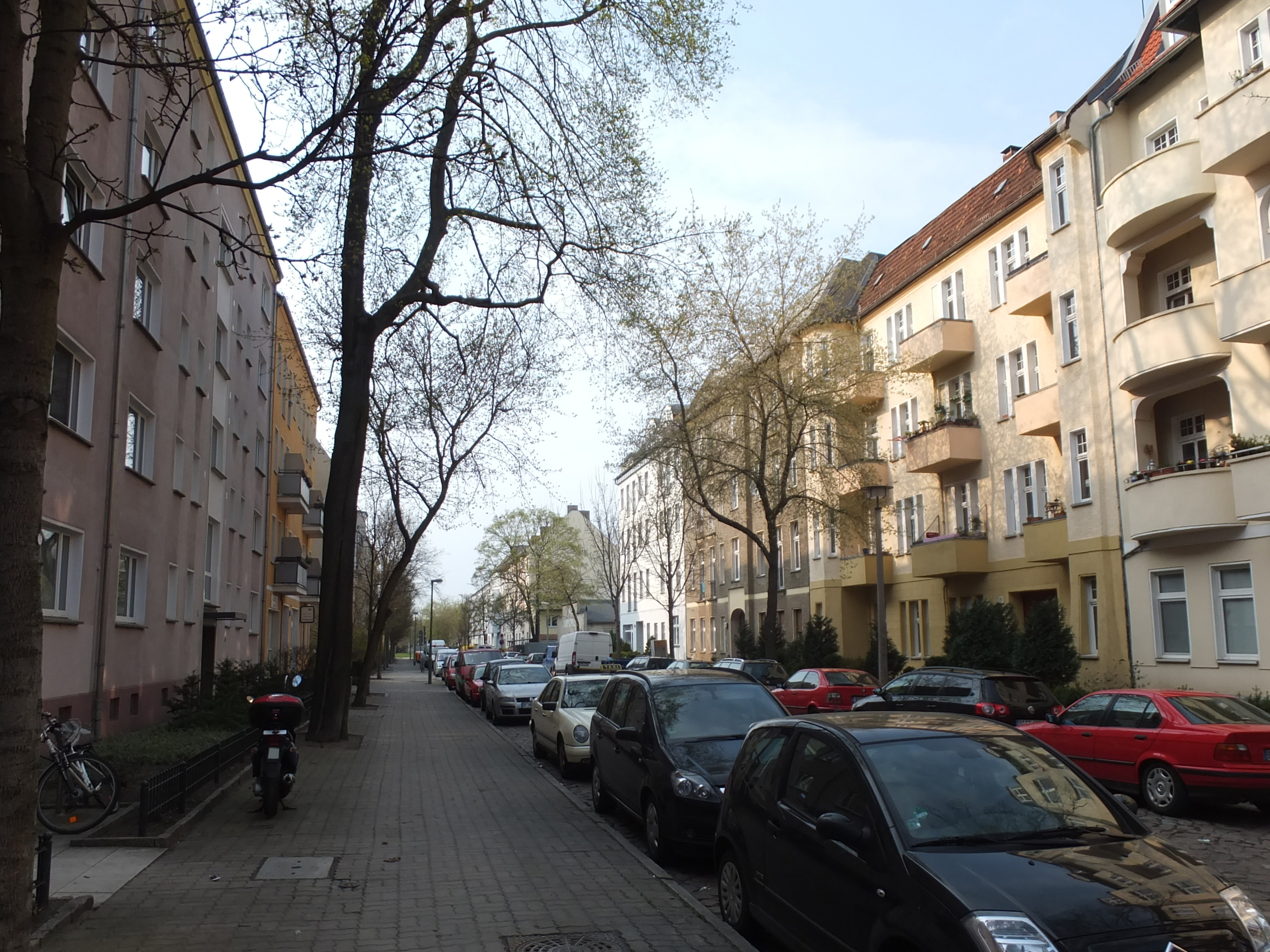
Fritz-Kirsch-Zeile in Berlin-Oberschöneweide

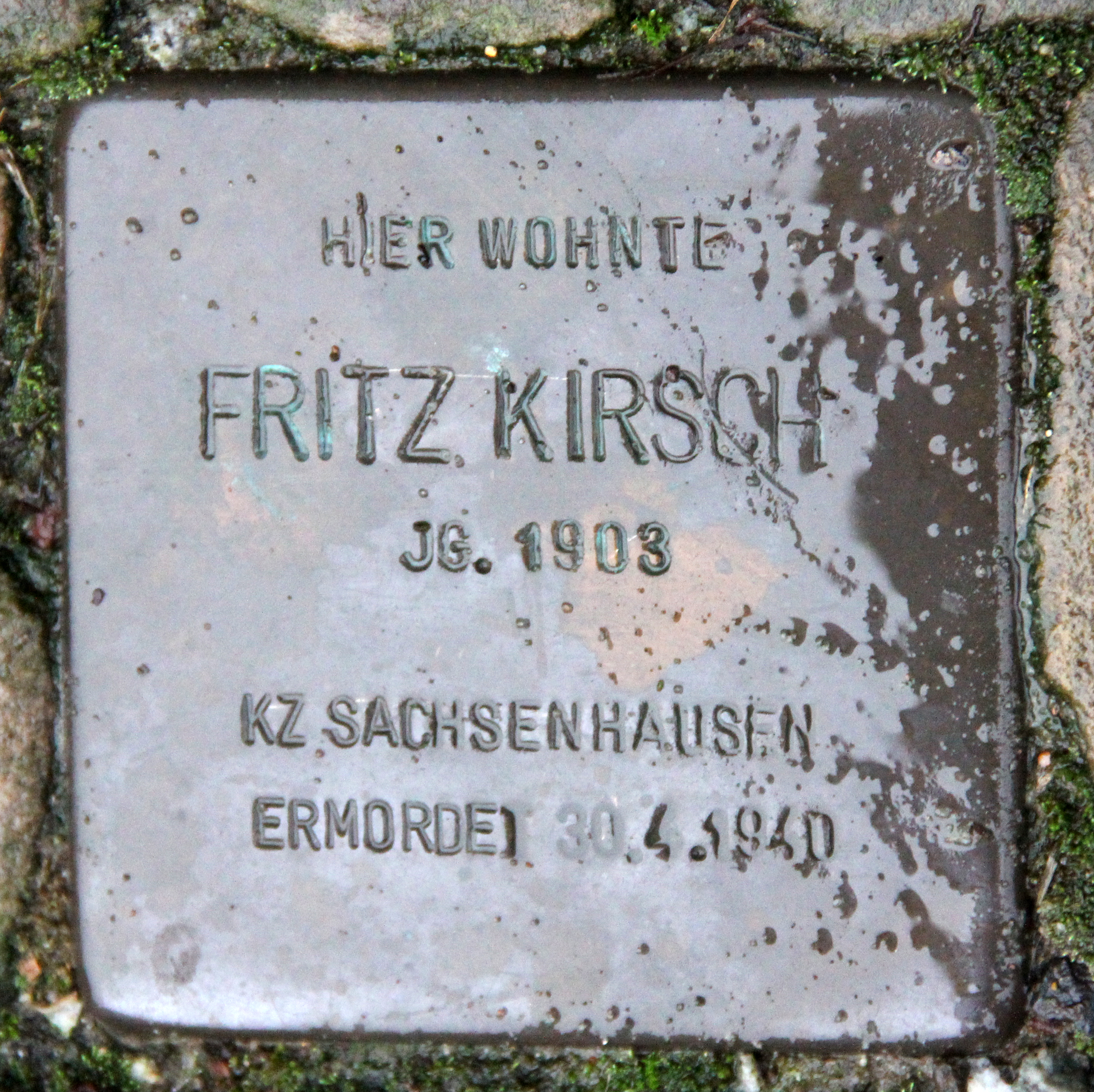
Stolperstein

Fritz Kirsch (* 5. März 1903 in Johannisthal bei Berlin; † 30. April 1940 im KZ Sachsenhausen) war ein deutscher Widerstandskämpfer gegen das NS-Regime.

## Leben
Kirsch stammte aus einem ursprünglich sozialdemokratisch geprägten Elternhaus. Die Eltern traten nach dem Ersten Weltkrieg der KPD bei. Fritz Kirsch wurde im November 1920 Mitglied des KJVD und trat später der KPD bei. Seine Brüder Franz und Otto sowie seine Schwester Helene wurden ebenfalls Mitglieder des KJVD und der KPD. 1924 wurde Fritz Kirsch Mitglied im neugegründeten Roten Frontkämpferbund. Kirsch, von Beruf Maschinenschlosser, wirkte als Betriebsrat im AEG-Transformatorenwerk Oberspree und war Bezirksverordneter der KPD in Berlin-Treptow.
Nach der „Machtergreifung“ der Nationalsozialisten beteiligte sich Kirsch am kommunistischen Widerstand. Im Juli 1933 wurde er von der SA verhaftet und in das berüchtigte „Braune Haus“ (die heutige Friedrich-Wolf-Bibliothek in Johannisthal) gebracht, wo er schwer misshandelt wurde. Die SA glaubte seinen Bruder Otto verhaftet zu haben, der Leiter des KJVD in Johannisthal und unter dem Spitznamen „Pflaume“ bekannt war. Fritz Kirsch war bis Oktober 1933 in Berlin-Plötzensee und Brandenburg inhaftiert und setzte nach seiner Freilassung die illegale Parteiarbeit in Adlershof und Niederschöneweide fort. Bei Kriegsausbruch im September 1939 wurde er erneut verhaftet und in das KZ Sachsenhausen verschleppt, wo er am 30. April 1940 ermordet wurde.

## Ehrungen
- Die Westendstraße in Oberschönweide wurde im April 1948 in Fritz-Kirsch-Zeile umbenannt.
- Ein Denkmal für Opfer des Nationalsozialismus in Johannisthal (Sterndamm/Ecke Heuberger Weg) aus dem Jahre 1949 erinnert an Fritz Kirsch und seinen Bruder Franz sowie sieben weitere NS-Opfer aus Johannisthal (Fritz Bergau, Willi Heinze, Günther Kobs, Johannes Sasse, Hans Schmidt, Otto Springborn und Eduard Zachert).[1]
- Auf dem Waldfriedhof Oberschöneweide steht rechts vom Hauptweg ein grabmalsähnlicher Gedenkstein für Kirsch und sechs weitere NS-Opfer: Erich Busse, Wilhelm Firl, Günther Ratajczak, Bernhard Sobottka und Elfriede Tygör.
- Im Juni 2005 wurde in der Wassermannstraße 69 (Adlershof) ein Stolperstein für Fritz Kirsch verlegt.